# Jarocin
Jarocin [ja'rɔʨin] (deutsch 1815–1919 und 1939–1945 Jarotschin, im Mittelalter auch Kesselberg) ist eine mittlere Kreisstadt (26.225 Einwohner) im östlichen Teil der polnischen Woiwodschaft Großpolen. Sie ist Sitz des Powiats Jarociński und der gleichnamigen Stadt-und-Land-Gemeinde mit 45.801 Einwohnern.

## Geographische Lage
Die Ortschaft liegt etwa 70 Kilometer (Luftlinie) südöstlich der Stadt Posen und 50 Kilometer nordwestlich der Stadt Kalisz.

## Geschichte

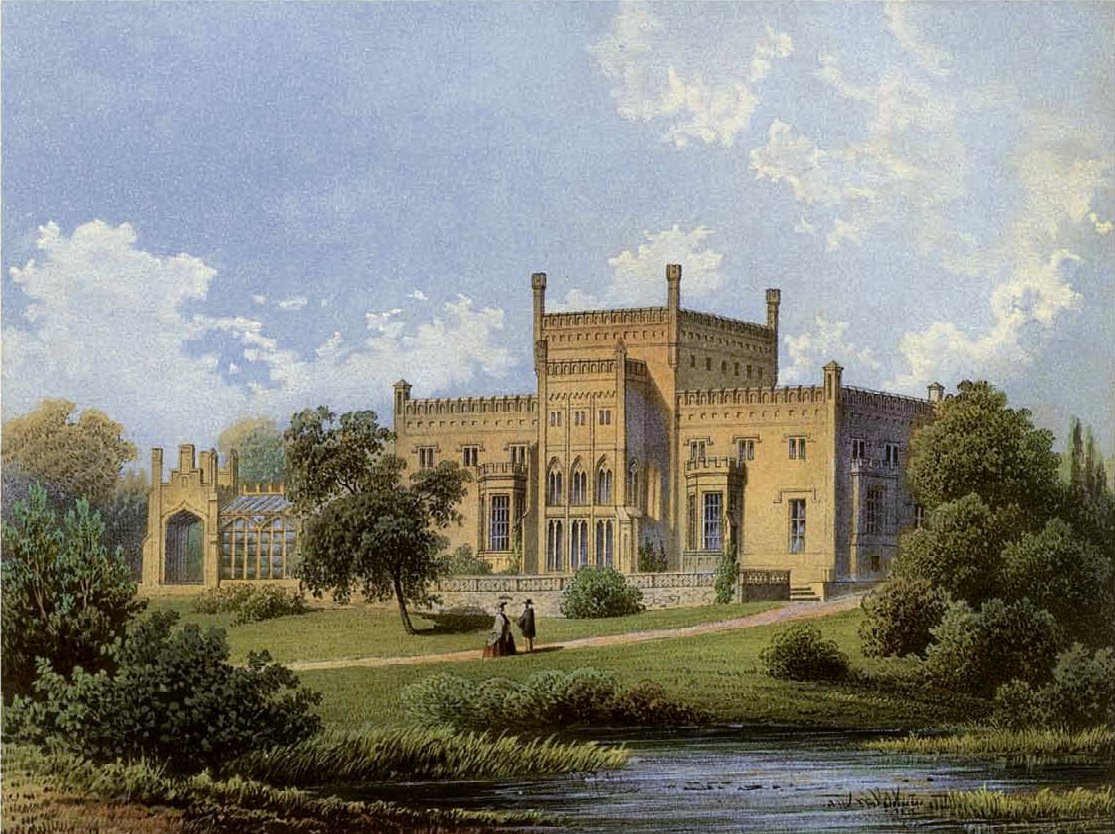
Schloss Jarocin um 1860, Sammlung Alexander Duncker

Das Jarociner Land wurde um 1800 v. Chr. von einem Jäger- und Hirtenstamm bewohnt.

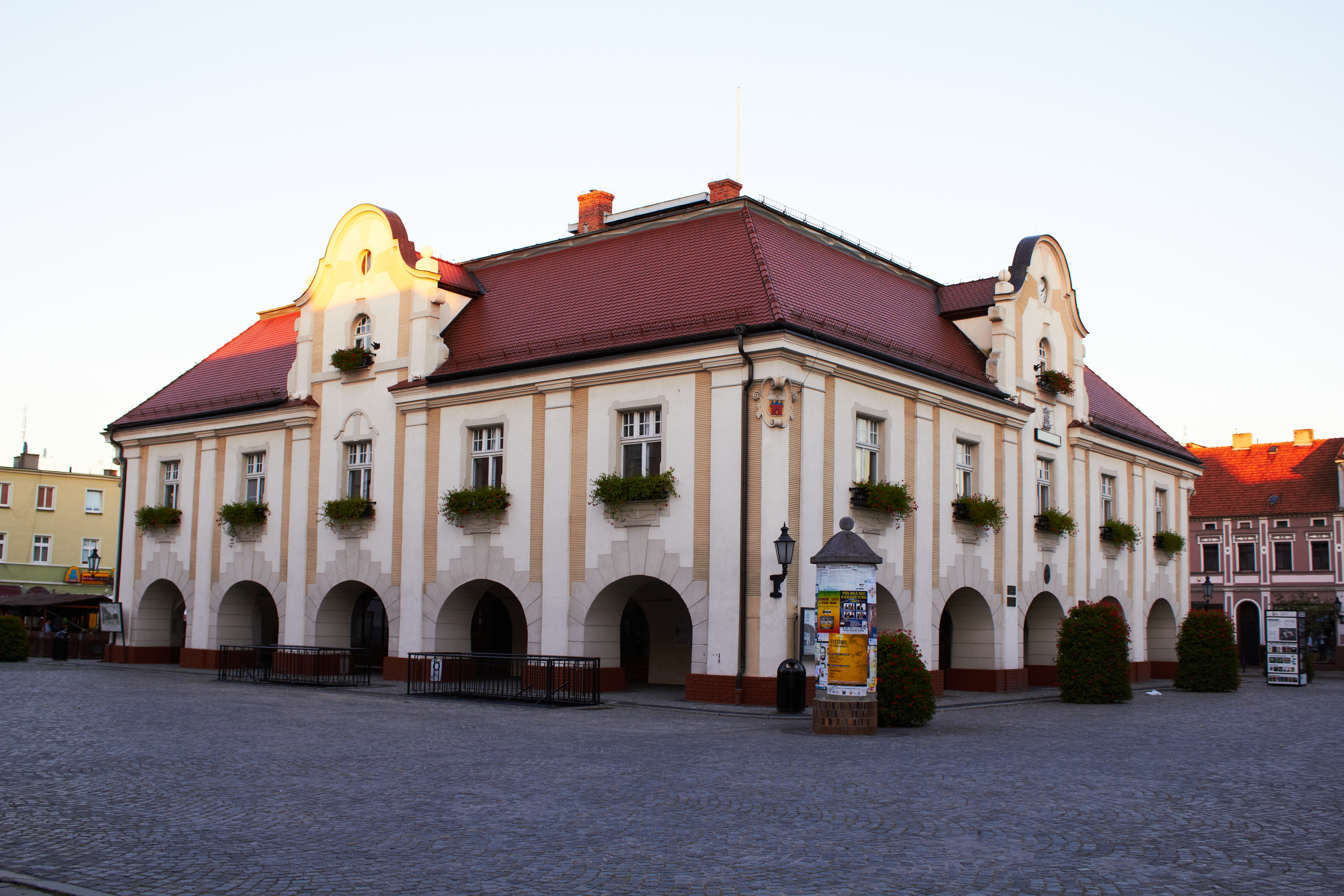
Rathaus (1799–1804) mit Regionalmuseum

Die Herrschaft Jarocin wurde 1257 vom Herzog von Posen Boleslaw dem Frommen an einen Janko vom Wappenstamme Zaremba verliehen. Bei Jarotschin handelt es sich wohl um die Ortschaft Jarossino, die anschließend dem Zisterzienserkloster Lenden geschenkt wurde. Am 13. April 1293 erlaubte zu Gnesen Herzog Przemysł II. auf Ersuchen des Abtes Gerald, auf diesem Besitztum ein Dorf nach deutschem Recht anzulegen und in diesem Deutsche und freie Polen anzusiedeln.
Um 1400 begann eine schnelle Entwicklung der Stadt, die an der Kreuzung der wichtigen Handelswege von Breslau nach Thorn und von Posen nach Kalisch lag. Um diese Zeit war mehr als die Hälfte der Stadtbevölkerung deutsch (vor allem Einwanderer aus Schlesien).
Die Stadt ging 1661 an die Familie Radolinski über, einen Zweig des großpolnischen Uradelsgeschlechts Koszutski, und verblieb ihr Eigentum bis 1945.
Zwischen 1793 und 1807 gehörte die Stadt nach der Zweiten Teilung Polens zu Südpreußen, danach bis 1815 zum Herzogtum Warschau. 1815 wurde Jarocin wieder von Preußen eingenommen und zur Provinz Großherzogtum Posen. Im Frühjahr 1848 hielt die Polenpartei vorübergehend Jarotschin besetzt.
Nach 1850 begann eine schnelle Entwicklung der Stadt, und Ansiedlung von Industrie. Ein wichtiger Eisenbahnknoten entstand 1875 in Jarocin. 1887 wurde mit der preußischen Verwaltungsreform der Kreis Jarotschin geschaffen.
Bis 1914 erhielt die Stadt ein Gaswerk und Kanalisation, der Bahnhof elektrische Beleuchtung.
Am 8. November 1918 brach der großpolnische Aufstand gegen die preußische Herrschaft aus. In Jarotschin entstand der erste Soldatenrat der Provinz Posen. An den Kämpfen mit den deutschen Freikorps nahmen fünf Kompanien aus Jarocin teil. Im Jahre 1919 wurde die Stadt aufgrund der Bestimmungen des Versailler Vertrags an Polen abgetreten.
Nach dem Überfall auf Polen 1939 wurde Jarocin vom Großdeutschen Reich völkerrechtswidrig annektiert und wurde Kreisstadt des Landkreises Jarotschin im Reichsgau Wartheland. Viele jüdische Polen wurden von den NS-Behörden vertrieben und deutsche Siedler aus dem Baltikum, Wolhynien und der Bukowina angesiedelt.

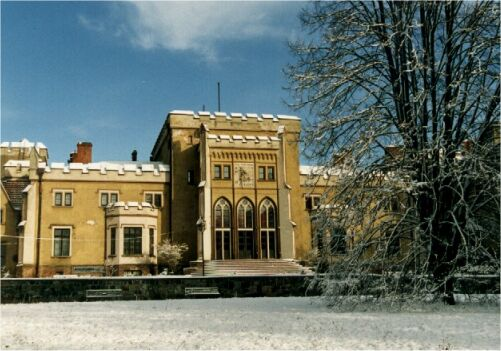
Schloss Radolinski
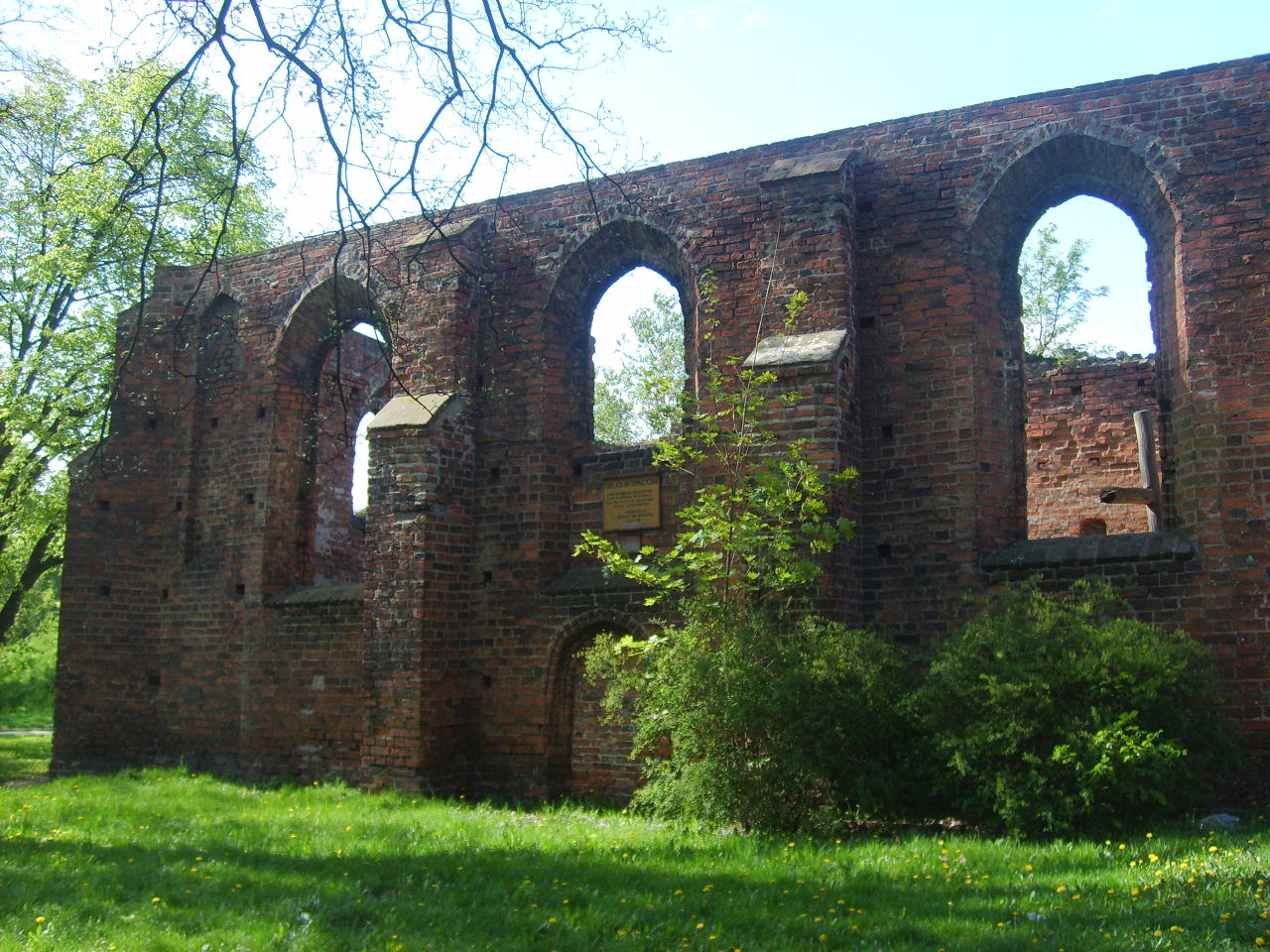
Kirchenruine
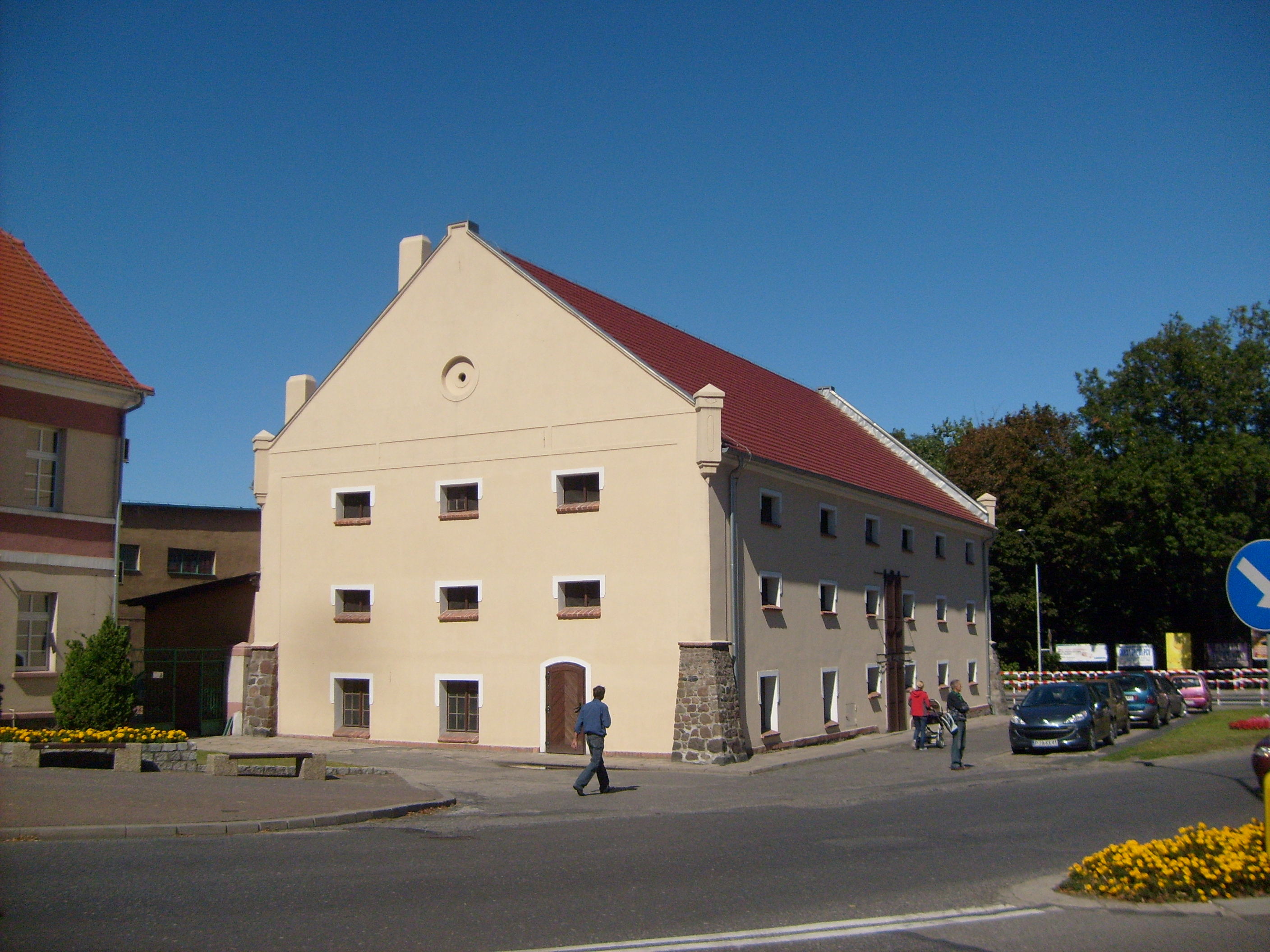
Altes Speichergebäude

Ende Januar 1945 wurde die Stadt von sowjetischen und polnischen Truppen eingenommen. Zwischen 1960 und 1975 erfolgte ein Aufbau der Industrie. Es entstanden neue Betriebe der Möbelproduktion, Holzbearbeitung, Bekleidungs- und Maschinenfabriken. 1975 bei der polnische Verwaltungsreform verlor Jarocin seinen Rang als Kreisstadt und wurde zu einer Stadtgemeinde in der neugebildeten Woiwodschaft Kalisch. 1980 fand zum ersten Mal das Musikfestival in Jarocin statt, das bedeutendste Rockfestival des damaligen Polens. 1999 erfolgte die Wiederherstellung des Landkreises in der neuen Woiwodschaft Großpolen.

### Stadtwappen
Das Stadtwappen zeigt in Gelb ein rotes Stadttor mit drei blau behelmten Türmchen.

### Einwohnerzahlen vor 1945
- 1800: 0603, davon zwei Drittel Polen, ein Drittel Juden[3]
- 1837: 1617[3]
- 1861: 2075[3]
- 1875: 2469[4]
- 1880: 2505[4]
- 1890: 2903, davon 744 Evangelische, 1798 Katholiken und 361 Juden[4]

## Sehenswürdigkeiten
- Rathaus, Barock und Klassizismus, errichtet um 1804 während der ersten preußischen Herrschaft;
- Stadtpfarrkirche zum Heiligen Martin von Tours, Gotik und Barock, erwähnt schon 1257, mehrmals umgebaut (zuletzt Turm, 1838), mit einer Gruft der Grafen und Fürsten Radoliński/Radolin;
- Kirche zum Christus dem König, Barock, Anfang des 18. Jahrhunderts;
- Ehemaliges Schloss der Fürsten Radolin, erbaut 1847–1853 im Tudorstil nach den Plänen von Friedrich August Stüler, beherbergt heute die Stadtbibliothek und zwei Filialen der Universität Posen;
- Altes Schlösschen im Schlosspark, ursprünglich Gotik, erbaut um 1450, bis zum Ende des 18. Jahrhunderts Residenz der Grundherren, heute Museum;
- Ruine der Hospitalkirche zum Heiligen Georg, Gotik um 1516, seit 1833 Dauerruine;
- Bahnhof, erbaut 1870–1875, Neugotik, letzter noch unverändert erhaltener preußischer Umschlagbahnhof in der ehemaligen Provinz Posen.
- Synagoge, erbaut 1841 bis 1843

Umgebung
- Śmiełów: Schloss- und Parkensemble, Klassizismus, mit Museum für Adam Mickiewicz, etwa 10 km nördlich der Stadt;
- Dobrzyca: Schloss- und Parkensemble, Spätbarock und Klassizismus, ebenfalls mit Museum, etwa 15 km südöstlich der Stadt.

## Infrastruktur

### Schulwesen
Jarocin hat:
- 5 städtische und einen privaten Kindergarten;
- 4 Grundschulen;
- 3 städtische und 1 private Mittelschule;
- 2 Gymnasien;
- 2 postgymnasiale Berufsschulen.
- eine Humanistisch-Ökonomische Hochschule in Jarocin
- eine Filiale der Universität Szczecin für Masterstudien der Verwaltungswissenschaft
- Außerdem sind in der Stadt zwei Filialen der Posener Hochschulen und eine der Hochschule in Kalisz tätig.

### Wirtschaft
In der Stadt sind über 2700 Firmen registriert. Jarocin hat Bekleidungs-, Möbel- und Lebensmittelindustrie.

### Verkehr
Jarocin hat einen Bahnhof an den Bahnstrecken Oleśnica–Chojnice und Kluczbork–Poznań, früher zweigte außerdem die Bahnstrecke Jarocin–Kąkolewo ab und in Mieszków die Bahnstrecke Mieszków–Czempiń.

## Gemeinde
Zur Stadt-und-Land-Gemeinde (gmina miejsko-wiejska) Jarocin gehören die Stadt selbst und 23 Dörfer mit Schulzenämtern. Sie hat eine Fläche von 200,23 km² und mehr als 45.500 Einwohner, von denen etwa 60 % arbeitsfähig, 30 % Jugendliche und 10 % Rentner sind.

## Partnerstädte und -gemeinden
- Libercourt, Frankreich, seit 1978
- Veldhoven, Niederlande, seit 1995
- Hatvan, Ungarn, seit 1997
- Schlüchtern, Deutschland, seit 2003
- Oleksandrija, Ukraine, seit 2004
- Korkuteli, Türkei, seit 2007
- Butscha, Ukraine, seit 2022[5].

## Persönlichkeiten
- Eduard Lasker (1829–1884), deutscher Politiker und Freimaurer
- Hermann Beigel (1829–1879), deutscher Mediziner und Freimaurer
- Emil Löwenthal (1835–1896), deutscher Maler
- Hugo Fürst von Radolin (1841–1917), deutscher Diplomat
- Gustav Wegner (1903–1942), deutscher Leichtathlet
- Elisabeth Schwarzkopf (1915–2006), Opernsängerin
- K. T. Neumann (1919–2012), deutscher Metallbildhauer
- Dieter Zembsch (* 1943), deutscher Grafiker, Illustrator und Buchgestalter
- Damian Bryl (* 1969), polnischer römisch-katholischer Bischof
- Renata Szczepaniak (* 1973), polnische Germanistin
- Szymon Krawczyk (* 1998), Radsportler